# Герб Бершаді
Герб Бершаді — офіційний символ міста Бершадь Вінницької області, затверджений сесією міської ради.

## Опис
Герб має форму іспанського щита червоного і срібного кольору. У верхній частині — перший історичний геральдичний знак Брацлавщини, в складі якої довгий період перебувала територія міста. У нижній частині на срібному полі стилізоване зображення земляного укріплення, що знаходилося у долішній частині найдавнішого герба Бершаді. Дві блакитні лінії символізують річки Дохну та Берладинку, що омивають місто, а в давні часи були захисними рубежами. Червоний колір герба є символом великодушності, мужності, відваги, сміливості, любові, а також крові, пролитої в боротьбі. Білий (срібло) — чистота, непорочність, благородність, відвертість і правдивість, а блакитний (лазур) — чесність, вірність, бездоганність і небо.

## Історичні герби

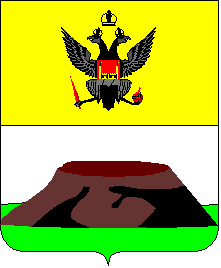
Історичний герб

### Герб часів Російської імперії

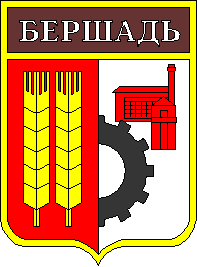
Герб радянського періоду

Історичний Герб Бершаді був затверджений 22 січня 1796 року. У горішній частині перетятого щита герб Брацлавський; в долішній — в срібному полі старовинне земляне укріплення, яке розташоване біля цього міста, що не має, втім, особливих відмінностей

### Герб радянського періоду
Герб радянського періоду зображує в розтятому червоним і срібним щиті в першій частині два золотих, поставлених в стовп колоски, в другій — половину чорної шестерні і червону заводську будівлю. В брунатній главі — срібний напис «БЕРШАДЬ». Будівля символізує одну з перших на Поділлі цукроварень, два колоски з шістьма рядами зерна — символ того, що валовий збір зерна в Бершадському районі дорівнює врожаю шести областей — Волинської, Закарпатської, Житомирської, Івано-Франківської, Рівненської, Чернівецької.

### Герб 2001-2009рр.

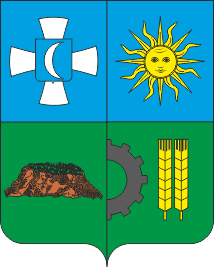
Герб 2001-2009рр.

Затверджений 26 червня 2001р. рiшенням XV сесії міської ради XXIII скликання.
Щит чотиричасний. У першій лазуровій частині лазуровий щиток із срібним півмісяцем ріжками вліво, накладений на срібний розширений хрест. У другій лазуровій частині золоте сонце з людським обличчям. У третій зеленій частині земляне укріплення. У четвертій зеленій частині справа виходить половина чорної шестерні, супроводжувана двома золотими колосками в стовп.

## Виноски
1. ↑  Архівована копія. Архів оригіналу за 30 березня 2009. Процитовано 16 травня 2010.{{cite web}}:  Обслуговування CS1: Сторінки з текстом «archived copy» як значення параметру title (посилання)
2. ↑  Герб Бершаді 2001-2009